# Prêmio Kossuth

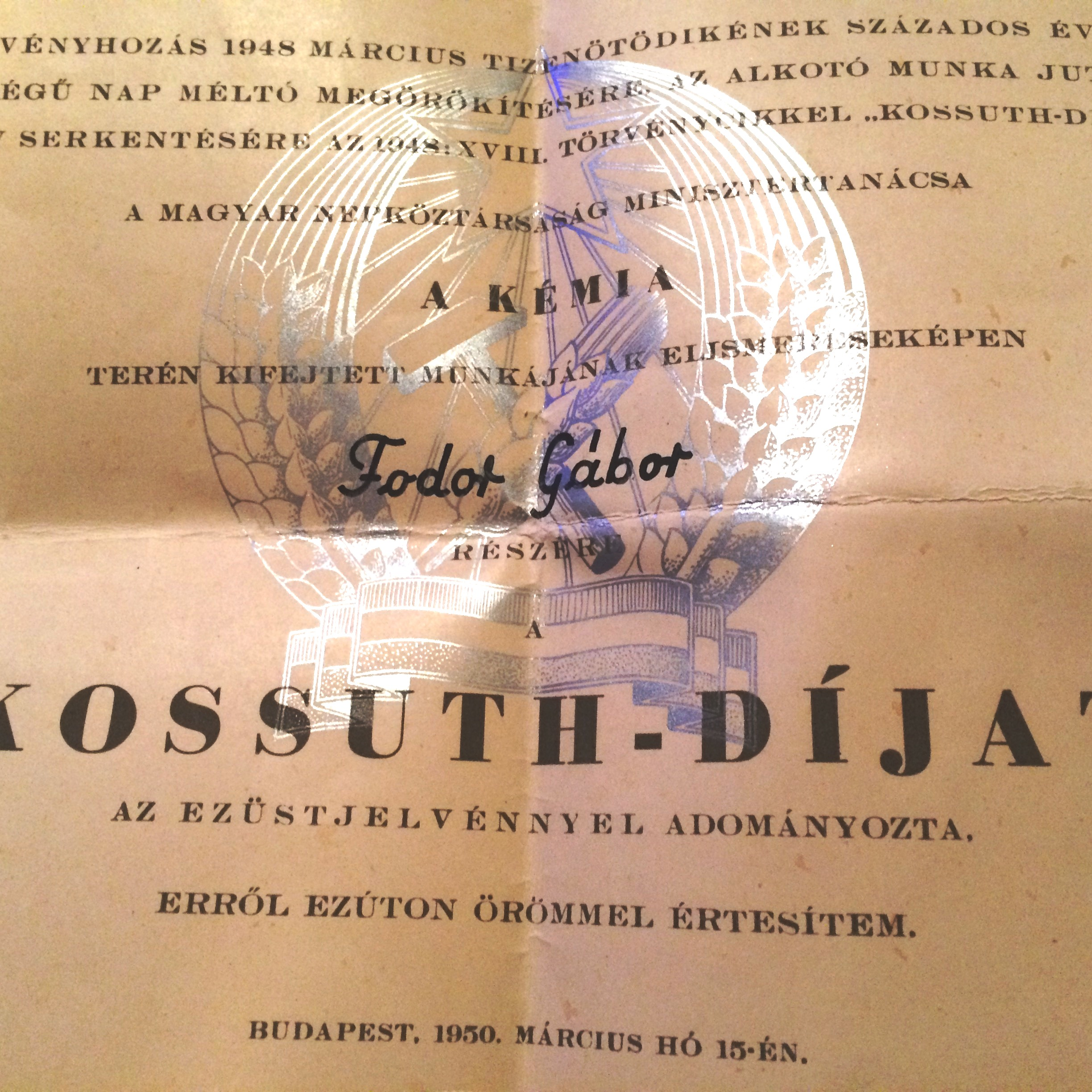
Um exemplo de prêmio Kossouth.

O Prêmio Kossuth (em húngaro:  Kossuth-díj) é um prêmio da Hungria patrocinado pelo estado, recebendo o nome do político e revolucionário Lajos Kossuth. O prêmio foi estabelecido em 15 de março de 1948 (na ocasião do centenário da Revolução húngara de 1848, dia que é comemorado anualmente) pela Assembleia Nacional da Hungria, em reconhecimento a pessoas distintas ou grupo de pessoas, nos campos da ciência, cultura e arte, bem como na construção do socialismo em geral.
Em 1963 o domínio foi restrito a cultura e artes. Atualmente é reconhecido como o prêmio de cultura de maior prestígio na Hungria, sendo entregue pelo Chefe de Estado da Hungria.
Nota: Esta lista não é completa.

## Laureados
- István Csók (1948 and 1952)
- Ferenc Erdei (1948 and 1962)
- Milán Füst (1948)
- Éva Ruttkai (1948)
- Pál Turán (1948 and 1952)
- Béla Balázs (1949)
- Jenő Egerváry (1949)
- Annie Fischer (1949, 1955, 1965)
- Ferenc Mérei (1949)
- Ági Mészáros (1949, 1954)
- Sándor Veress (1949)
- László Kalmár (1950)
- Kálmán Latabár (1950)
- Péter Veres (1950, 1952)
- Leo Weiner (1950, 1960)
- János Görbe (1951)
- László Heller (1951)
- László Lajtha (1951)
- Klári Tolnay (1951 and 1952)
- Margit Dajka (1952)
- Miklós Gábor (1953)
- Andor Ajtay (1954)
- Jenő Barcsay (1954)
- Gyula Gózon (1954)
- Péter Kuczka (1954)
- Lajos Bárdos (1955)
- Ferenc Bessenyei (1955)
- Zoltán Fábri (1955)
- Albert Fonó (1956)
- Gyula Kaesz (1956)
- László Ranódy (1956)
- Jenő Ádám (1957)
- Miklós Borsos (1957)
- Manyi Kiss (1957)
- László Németh (1957)
- Mór Korach (1958)
- Tátrai Quartet (1958)
- Éva Ruttkai (1960)
- Leo Weiner (1960)
- Iván Berend (1961)
- Tibor Czibere (1962)
- István Vas (1962, 1985)
- Ákos Császár (1963)
- Robert Ilosfalvy (1965)
- Pál Lukács (1965)
- László Nagy (1966)
- Imre Sinkovits (1966)
- Sándor Szokolay (1966)
- Erzsébet Házy (1970)
- Líviusz Gyulai (1973)
- Miklós Jancsó (1973)
- Ferenc Sánta (1973)
- Miklós Erdélyi (1975)
- Iván Darvas (1978)
- Dezső Ránki (1978 and 2008)
- János Pilinszky (1980)
- László Márkus (1983)
- Géza Ottlik (1985)
- András Szőllősy (1985)
- Dezső Garas (1988)
- Iván Mándy (1988)
- György Cserhalmi (1990)
- Sándor Csoóri (1990)
- Ernő Dohnányi (1990)
- Ferenc Farkas (1991)
- István Gaál (1991)
- Sándor Szabó (actor) (1991)
- Péter Nádas (1992)
- Sándor Kányádi (1993)
- Sándor Reisenbüchler (1993)
- Ferenc Ban (1994)
- György Faludy (1994)
- Tamás Lossonczy (1994)
- Adrienne Jancsó (1995)
- Péter Esterházy (1996)
- József Király (1996)
- György Petri (1996)
- András Schiff (1996)
- Péter Gothár (1997)
- Jenő Jandó (1997)
- Imre Kertész (1997)
- Éva Marton (1997)
- Géza Hofi (1998)
- Jozsef Gregor (1999)
- János Kass (1999)
- Márta Sebestyén (1999)
- Károly Eperjes (1999)
- Péter Korniss (1999)
- József Soproni (1999)
- Mari Törőcsik (1999)
- Lívia Gyarmathy (2000)
- Miklós Kocsár (2000)
- Gáspár Nagy (2000)
- Géza Böszörményi (2000)
- János Bródy (2000)
- Enikő Eszenyi (2001)
- Zoltán Jeney (2001)
- Margit Bara (2002)
- Péter Eötvös (2002)
- El Kazovsky (2002)
- Aladár Pege (2002)
- András Bálint (2003)
- Ádám Bodor (2003)
- Éva Janikovszky (2003)
- György Ligeti (2003)
- László Marton (2003)
- Béla Tarr (2003)
- Amadinda Percussion Group (2004)
- Gergely Bogányi (2004)
- Líviusz Gyulai (2004)
- László Krasznahorkai (2004)
- Andrea Rost (2004)
- Gyula Bodrogi (2005)
- Zoltán Kocsis (2005)
- György Szomjas (2005)
- Pál Závada (2005)
- Eszter Csákányi (2006)
- Iván Fischer (2006)
- János Herskó (2006)
- Miklós Jancsó (2006)
- János Kulka (2006)
- György Spiró (2006)
- Erzsébet Szőnyi (2006)
- Zorán Sztevanovity (2006)
- László Gálffi (2007)
- Gábor Görgey (2007)
- András Kern (2007)
- Ferenc Kósa (2007)
- András Ligeti (2007)
- Miklós Perényi (2007)
- Ernő Rubik (2007)
- Judit Elek (2008)
- Ádám Fischer (2008)
- Zsuzsa Koncz (2008)
- Péter Kovács (2008)
- Dezső Ránki (2008)
- Mihály Balázs (2009)
- Gábor Máté (2009)
- László Rajk Jr. (2009)
- Pál Sándor (2009)
- Gyula Maár (2010)
- Ferenc Rados (2010)
- László Vidovszky (2010)
- Agota Kristof (2011)
- István Nemeskürty (2011)
- István Orosz (2011)
- Judit Reigl (2011)
- Ferenc Rofusz (2011)
- György Szabados (2011)
- Ákos Kovács (2012)[1]
- Éva Schubert (2013)
- Zoltán Gera (2013)
- Vera Pap (2013)
- Omega (2013)
- Kati Kovács (2014)
- Atilla Kiss B. (2014)
- Fecó Balázs (2016)
- László Nemes (2016)
- Ildikó Komlósi (2016)
- Géza Röhrig (2016)
- Sylvia Sass (2017)
- László Tahi-Tóth (2017)
- Károly Frenreisz (2017)